# Phyllophaga colimana
Phyllophaga colimana är en skalbaggsart som beskrevs av Moser 1921. Phyllophaga colimana ingår i släktet Phyllophaga och familjen Melolonthidae. Inga underarter finns listade i Catalogue of Life.